# ФК „Равда“
ФК „Равда 1954“ е футболен клуб от Равда, община Несебър, България.
Състезавал се е във Втора професионална футболна лига. 

## История
Клубът е създаден през 1954 г., но след няколко години се разпада. През 2009 г. ОФК Черноморец Несебър се премества в Равда и е преименуван на ФК Равда 1954, като бива обявен за наследник на бившия ФК Равда. Най-големият успех в историята на клуба е през 2010 г., когато отборът се изкачва във Втора професионална футболна лига чрез решителна победа в Трета аматьорска футболна лига. Отборът играе своите домакински мачове в Несебър поради ремонт на стадиона в Равда. На 20 октомври Равда 1954 изпада от Втора професионална футболна лига.

## Отличия
- Трета аматьорска футболна лига
  - Шампион: 2009 – 2010
- Аматьорска лига
  - Победител: 2009 – 2010